# Parexarnis dormitans
Parexarnis dormitans är en fjärilsart som beskrevs av Corti och Max Wilhelm Karl Draudt 1933. Parexarnis dormitans ingår i släktet Parexarnis och familjen nattflyn. Inga underarter finns listade i Catalogue of Life.